# Golfito
Golfito è un distretto della Costa Rica, capoluogo del cantone omonimo, nella provincia di Puntarenas.